# Копиріна Анастасія Семенівна
Анастасія Семенівна Копиріна (1930, Легойський наслег, Якутська АРСР — 7 липня 2007) — доярка, Герой Соціалістичної Праці (1973).

## Біографія
Працювала телятницею, потім дояркою. Піднімала відстаючі ділянки колгоспу, стала дояркою-новатором.
6 вересня 1973 року удостоєна звання Героя Соціалістичної Праці.
Персональний пенсіонер союзного значення.

## Нагороди
- Заслужений працівник народного господарства Якутської АРСР[1]
- орден Леніна
- медаль «Серп і Молот» Героя Соціалістичної Праці і орден Леніна (6.9.1973)[2] — за великі успіхи у Всесоюзному соціалістичному змаганні, за доблесну працю у виконання соцзобов'язань по збільшенню продуктів[3]
- орден «Знак Пошани»
- золота медаль ВДНГ
- Почесний громадянин Усть-Алданського улусу Якутії.

## Пам'ять
Ім'я А. С. Копиріної носить вулиця в селі Кептені — центрі Легойстького наслега Усть-Алданського улусу.
Ім'я А. С. Копиріної увічнено на алеї Героїв, відкритої 18 червня 2005 року в селі Борогонци — центрі Усть-Алданського улусу.